# 东方证券
东方证券股份有限公司（上交所：600958、港交所：3958，简称东方证券），是一家总部位于上海的全牌照综合性证券公司。公司总资产达3600亿元，员工8000余人，在全国89个城市设有179家分支机构，提供投资银行、固定收益、证券研究、资产管理、证券经纪、期货、理财、投资咨询等全方位、一站式专业综合金融服务的上市证券金融控股集团。

## 历史
1997年10月18日，中国人民银行以银复（1997）400号文同意由申能（集团）有限公司和上海外滩房屋置换有限公司牵头联合收购抚顺证券公司，并受让浦发银行，上海城市合作银行所属证券部，筹建东方证券有限责任公司。
1997年 12月10日，东方证券有限责任公司成立。
2003年9月12日，中国证监会批准同意东方证券有限责任公司增资扩股，改制为东方证券股份有限公司。
2005年1月12日，由东方证券主要发起的汇添富基金开业、
2006年3月22日，东方证券正式托管并收购北方证券，增加20家营业部。
2007年12月，收购上海久联期货经纪有限公司，并更名为东证期货。
2010年7月，设立东证资管，后者是中国内地首家券商系资产管理公司，后来以"东方红资产管理"广为人知。2012年8月6日，与花旗集团合资成立东方花旗证券有限公司（2020年4月22日，东方花旗更名为东方投行）。
2015年3月23日,东方证券在上海证券交易所挂牌上市，募资规模达100.3亿元，也成为自2011年9月中国水电以来A股市场最大的IPO。
2016年7月8日，在H股成功上市，成为第五家A+H股上市券商。
2018年10月22日，位于黄浦区中山南路119号的东方证券大厦正式启用。
2021年7月24日，中国证券监督管理委员会发布《2021年证券公司分类结果》，共有103家券商参与。其中东方证券被评为AA级（2020年为A级）。

## 主要股东
- 申能(集团)有限公司26.63%
- 上海海烟投资管理有限公司4.98%
- 上海报业集团3.64%
- 中国邮政集团有限公司2.69%

## 附属机构及关联公司
- 东方证券承销保荐有限公司100%（原东方花旗证券有限公司 [5]）
- 上海东证期货有限公司100%
- 上海东方证券资产管理有限公司100%
- 上海东方证券资本投资有限公司100%
- 东方金融控股（香港）有限公司100%
- 上海东方证券创新投资有限公司100%
- 汇添富基金管理股份有限公司 35.42%[6]